# Вільяр-де-Арганьян
Вільяр-де-Арганьян (ісп. Villar de Argañán) — муніципалітет в Іспанії, у складі автономної спільноти Кастилія-і-Леон, у провінції Саламанка. Населення — 94 особи (2010).
Муніципалітет розташований на відстані близько 260 км на захід від Мадрида, 95 км на захід від Саламанки.
На території муніципалітету розташовані такі населені пункти: (дані про населення за 2010 рік)
- Уртада: 2 особи
- Мартільян: 38 осіб
- Сексміро: 13 осіб
- Вільяр-де-Арганьян: 41 особа

## Демографія
Динаміка населення (INE ):

## Зовнішні посилання
- Провінційна рада Саламанки: індекс муніципалітетів [Архівовано 23 квітня 2009 у Wayback Machine.]
- Посилання на Google Maps